# Имшенецкий, Василий Григорьевич
Васи́лий Григо́рьевич Имшене́цкий (4 (16) апреля 1832, Ижевский оружейный завод — 24 мая (5 июня) 1892, Москва) — русский математик и механик.

## Биография
Мать — Марья Михайловна Радина, отец — Григорий Васильевич Имшенецкий — лекарь Ижевского завода.
Род Имшенецких — черниговских дворян духовного звания — упоминается в исторических источниках со времён гетмана Мазепы. Г. В. Имшенецкий родился в с. Киреевка Сосницкого уезда Черниговской губернии в 1794 г., в семье сельского священника. В 1819 году выпускник Медико-хирургической академии Г. В. Имшенецкий был определён на вакансию уездного врача Елабужского уезда Вятской губернии; в 1821 — получил должность штаб-лекаря и был переведён в штат Ижевского оружейного завода. За усердную службу награждён орденом Св. Анны 3-й степени и орденом Св. Владимира 4-й степени, знаком отличия беспорочной службы за XX лет (имеет чин надворного советника и бриллиантовый перстень за отличную службу по Военно-Медицинскому ведомству).
Когда семья Имшенецких переехала в Казань, отец определил детей в гимназию, после окончания которой (1848), Василий, с гимназических лет увлекавшийся математикой, поступил в университет на физико-математический факультет, где слушал лекции А. Ф. Попова, П. И. Котельникова и И. А. Больцани.
Василий Имшенецкий окончил университет в 1853 году со степенью кандидата и с золотой медалью, и был оставлен для приготовления к профессорскому званию. До 1860 года он работал школьным учителем (это было предусмотрено правилами обучения в университете за казённый счет): с 3 февраля 1854 г. — в Нижегородском Александровском дворянском институте, а затем — в 1-й казанской гимназии — преподавателем математики, библиотекарем и комнатным надзирателем, с 1859 г. — ещё и преподавателем математики казанского Родионовского института благородных девиц. Всё это время Имшенецкий продолжал заниматься научными изысканиями; его статьи о гиперболических функциях и о трилинейных координатах («Известия Казанского университета») вскоре обратили внимание профессоров на молодого учёного.
С 24 ноября 1860 г. Имшенецкому поручено было преподавание математики в Казанском университете; а в августе 1862 года Имшенецкому было предложено отправиться за границу для приготовления себя к преподаванию чистой математики и совершенствования своих знаний. В Париже Имшенецкий слушал лекции Г. Ламе, Ж. Бертрана, М. Шаля, Ж. Лиувилля, Ж. Дюамеля, Ж. Серре.
В Казань стажёр возвратился с готовой магистерской диссертацией, защитился и получил место доцента чистой математики. В магистерской диссертации «Об интегрировании уравнений с частными производными первого порядка» (1865 г.) Имшенецкий развивает метод Якоби интегрирования дифференциальных уравнений в частных производных первого порядка.
В 1868 году он защитил докторскую диссертацию и был избран экстраординарным профессором (это предоставило ему возможность читать новые курсы математики, которые включали результаты собственных исследований); в том же году Советом Императорского Казанского университета он был утверждён в степени доктора чистой математики. С 1868 года Имшенецкий — действительный член Общества естествоиспытателей при Императорском Казанском университете, тогда же получил чин статского советника; был членом комиссии для ознакомления с ходом преподавания математики и физики в Казанских гимназиях.

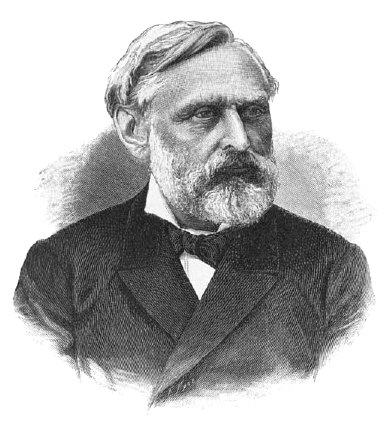
Академик Василий Григорьевич Имшенецкий. Гравюра Б. Пуца с фотографии В. Павловского.

В докторской диссертации «Исследование способов интегрирования уравнений с частными производными второго порядка функций двух независимых переменных» Имшенецкий излагал и совершенствовал метод Монжа — Ампера решения уравнений в частных производных второго порядка. Обе диссертации Имшенецкого сыграли важную роль в развитии теории дифференциальных уравнений в частных производных 1-го и 2-го порядков. Кроме того, они использовались при изучении предмета студентами и преподавателями университетов. Диссертации были переизданы в 1916 г. Московским математическим обществом и рекомендованы в качестве учебных пособий; переведены на французский язык в 1869 и 1872 гг. Докторская диссертация была переведена на немецкий язык (1892 г.).
В 1873 г. В. Г. Имшенецкий выехал в Харьков, где почти 8 лет преподавал в Харьковском университете и стал профессором.
В декабре 1881 г. по представлению П. Л. Чебышёва, В. Я. Буняковского и А. Н. Савича Имшенецкий был избран академиком и переехал в Петербург, где его основным местом работы до конца жизни была Императорская Санкт-Петербургская Академия наук. Одновременно преподавал в Технологическом институте и на женских высших курсах.
В мае 1892 года В. Г. Имшенецкий стал профессором Санкт-Петербургского технологического института по кафедре аналитической механики, но умер, не вступив в эту должность.
В научном сообществе в это время обострилась конфронтации двух математических школ — Московской школы и (значительно более известной тогда в Европе) Петербургской школой П. Л. Чебышёва. Основанием для этой конфронтации стали, прежде всего, идейные разногласия, определившие до известной степени математическую ориентацию обеих школ: позитивизм, либеральный демократизм и антимонархизм петербургских математиков, с одной стороны; воинствующий антипозитивизм, увлечённость идеалистической и даже религиозной философией, православные настроения и монархизм москвичей, с другой. Противостояние наложило свой отпечаток на жизнь всего российского математического сообщества вплоть до 30-х гг. XX в. Иногда оно выливалось в открытые столкновения, как это случилось, в баталиях по поводу работ 1887—1891 гг. академика В. Г. Имшенецкого. К этому времени обострилась резкая критика его работ, начатая А. А. Марковым и продолженная К. А. Поссе. Последний обратился с письмом к Московскому математическому обществу: к нему присоединились А. Н. Коркин и Д. К. Бобылёв.
19 мая 1892 г. Имшенецкий выступил на заседании Московского математического общества, а в ночь на 24 мая скоропостижно скончался от паралича сердца. Похоронен на Ваганьковском кладбище (14 уч.).